# Bulbophyllum lancilabium
Bulbophyllum lancilabium är en orkidéart som beskrevs av Oakes Ames. Bulbophyllum lancilabium ingår i släktet Bulbophyllum och familjen orkidéer. Inga underarter finns listade i Catalogue of Life.